# Winterried (Naturschutzgebiet)
Das Gebiet Winterried ist ein mit Verordnung vom 1. August 1962 ausgewiesenes Naturschutzgebiet (NSG-Nummer 3.065) im baden-württembergischen Landkreis Konstanz in Deutschland.

## Lage
Das rund 4,3 Hektar große Naturschutzgebiet „Winterried“ gehört naturräumlich zum Hegau. Es liegt etwa dreieinhalb Kilometer nordwestlich der Allensbacher Ortsmitte, auf einer durchschnittlichen Höhe von 449 m ü. NN.

## Schutzzweck
Wesentlicher Schutzzweck ist die Erhaltung eines aus einem glazialen See hervorgegangenen Verlandungsmoors zwischen bewaldeten Drumlins südlich des Mindelsees mit einer interessanten Flora.

## Flora und Fauna
Folgende seltene und teils vom Aussterben bedrohte Pflanzenarten (Auswahl) wurden im Naturschutzgebiet erfasst:

Alpen-Wollgras, Braun-Segge, Draht-Segge, Faden-Segge, Fleischfarbenes Knabenkraut, Floh-Segge, Hain-Torfmoos, Herzblatt, Kümmel-Silge, Magellans Torfmoos, Moor-Labkraut, Moor-Wollgras, Pracht-Nelke, Rötliches Torfmoos, Rundblättriger Sonnentau, Schmalblättriges Wollgras, Schnabel-Segge, Sumpffarn, Sumpf-Haarstrang, Sumpf-Streifensternmoos, Sumpf-Weidenröschen, Teich-Schachtelhalm, Weißes Schnabelried und Zweihäusige Segge.

## Zusammenhang mit anderen Schutzgebieten
Mit dem Naturschutzgebiet „Winterried“ sind das Landschaftsschutzgebiet „Bodanrück“ (3.35.009), das FFH-Gebiet „Bodanrück und westl. Bodensee“ (DE-8220-341) sowie das Vogelschutzgebiet „Bodanrück“ (DE-8220-402) als zusammenhängende Schutzgebiete ausgewiesen.